# Ronde van Lombardije voor beloften
De Ronde van Lombardije voor amateurs (Italiaans: Piccolo Giro di Lombardia) is een belofteversie van de Ronde van Lombardije. De eendaagswielerwedstrijd wordt sinds 1911 georganiseerd. In het verleden wonnen voornamelijk Italianen, maar sinds 2000 winnen steeds meer buitenlanders, waaronder Sean Kelly, Jan Polanc, Harm Vanhoucke, Alexandr Riabushenko en Robert Stannard.
Naast de overwinning van Vanhoucke konden ook de Belgen Dylan Teuns en  Bjorg Lambrecht een podiumplaats wegkapen in 2014 en 2016. De Nederlander Martijn Tusveld werd derde in 2015.

## Resultaten
| Jaar      | Winnaar               | Tweede                   | Derde                 |
| --------- | --------------------- | ------------------------ | --------------------- |
| 1911      | Natale Bosco          | Camillo Bertarelli       | Mario Caldera         |
| 1912      | Giovanni Bassi        | Luigi Annoni             | Achille Spaggiari     |
| 1913      | Ercole Nazari         | Arnaldo Bianchi          | Romolo Verde          |
| 1914      | Gaetano Belloni       | Stefano Vigoni           | Giovanni Rossi        |
| 1915-19   | Niet georganiseerd    | Niet georganiseerd       | Niet georganiseerd    |
| 1920      | Antonio Coppe         | Liberto Ferrario         | Alfonso Piccin        |
| 1921      | Cessar Garino         | Luigi Magnotti           | Mario Lusiani         |
| 1922      | Niet georganiseerd    | Niet georganiseerd       | Niet georganiseerd    |
| 1923      | Libero Ferrario       | Carlo Rivoltini          | Alfonso Piccin        |
| 1924      | Antonio Pancera       | Modesto Bongiovanni      | Aleardo Menegazzi     |
| 1925      | Sante Ferrato         | Pietro Cevini            | Antonio Negrini       |
| 1926      | Mario Lusiani         | Pierino Bertolazzi       | Ennio Bocchia         |
| 1927      | Ambrogio Beretta      | Luigi Calligaris         | Giovanni Vitali       |
| 1928      | Luigi Marchisio       | Ambrogio Beretta         | Ambrogio Perego       |
| 1929      | Niet georganiseerd    | Niet georganiseerd       | Niet georganiseerd    |
| 1930      | Andrea Minasso        | Alfredo Carniselli       | Carlo Biassoni        |
| 1931      | Mario Grassi          | Alfredo Carniselli       | Giuseppe Graglia      |
| 1932      | Augusto Como          | Carlo Castagnoli         | Nino Sella            |
| 1933      | Carlo Castagnoli      | Carlo Rovida             | Giovanni Cazzulani    |
| 1934      | Luigi Valotti         | Angelo Zanoni            | Lino Marini           |
| 1935      | Diego Mirabelli       | Ercole Rigamonti         | Arnaldo Valsecchi     |
| 1936      | Salvatore Crippa      | Giovanni Speduzzi        | Settimio Simonini     |
| 1937      | Gino Salani           | Silvio Gosi              | Giovanni Boffo        |
| 1938      | Serafino Santambrogio | Edgardo Scapini          | Carlo Moscardini      |
| 1939-47   | Niet georganiseerd    | Niet georganiseerd       | Niet georganiseerd    |
| 1948      | Renato Cornalea       | Arnaldo Faccioli         | Bruno Molinari        |
| 1949      | Carlo Masarati        | Claudio Ricci            | Ampelio Rossi         |
| 1950      | Waldemaro Bartolozzi  | Stefano Gaggero          | Attilio Borrello      |
| 1951      | Gino Filippini        | Adelmo Casaroli          | Vasco Modena          |
| 1952      | Bruno Monti           | Mino De Rossi            | Gabriele Scappini     |
| 1953      | Aldo Moser            | Lino Ciocchetta          | Ercole Baldini        |
| 1954      | Angelo Coletto        | Giovanni Ranieri         | Cleto Maule           |
| 1955      | Diego Ronchini        | Agostino Saturnino       | Adriano Zamboni       |
| 1956      | Antonio Margotti      | Giorgio Tinazzi          | Walter Almaviva       |
| 1957      | Romeo Venturelli      | Marino Fontana           | Gianni Colombo        |
| 1958      | Ernesto Bono          | Mario Zocca              | Remo Tamagni          |
| 1959      | Luigi Zanchetta       | Marino Fontana           | Angelo Luise          |
| 1960      | Attilio Porteri       | Giuseppe Fezzardi        | Fulvio Mencaglia      |
| 1961      | Bruno Milesi          | Renato Bongioni          | Fulvio Mencaglia      |
| 1962      | Adriano Durante       | Daniele Toniolo          | Primo Nardello        |
| 1963      | Amedeo Angiulli       | Matteo Cravero           | Primo Nardello        |
| 1964      | Clay Santini          | Luciano Armani           | Matteo Cravero        |
| 1965      | Ercole Gualazzini     | Franco Plebani           | Bruno Centomo         |
| 1966      | Alberto Della Torre   | Carlo Gallazzi           | Mario Bettazzoli      |
| 1967      | Virginio Levati       | Enzo Trevisan            | Ernesto Cogliati      |
| 1968      | Angelo Corti          | Marcello Bergamo         | Tonino Giroli         |
| 1969      | Luigi Castelletti     | Enrico Camanini          | Walter Riccomi        |
| 1970      | Giuseppe Maffeis      | Elio Parise              | Mario Corti           |
| 1971      | Alfredo Chinetti      | Enrico Camanni           | Alessio Antonini      |
| 1972      | Giuliano Dominoni     | Pierino Gavazzi          | Clemente Gurnieri     |
| 1973      | Bruce Biddle          | Gianbattista Baronchelli | Bruno Zanoni          |
| 1974      | Mario Gualdi          | Giuseppe Martinelli      | Leonardo Mazzantini   |
| 1975      | Gabriele Landoni      | Giuseppe Martinelli      | Roberto Ceruti        |
| 1976      | Sean Kelly            | Vittorio Algeri          | Filippo Marchirato    |
| 1977      | Maurizio Donati       | Giovanni Fedrigo         | Alberto Tremolada     |
| 1978      | Pierangelo Bincoletto | Fausto Stiz              | Giovanni Zola         |
| 1979      | Moreno Argentin       | Giovanni Bino            | Enzo Serpelloni       |
| 1980      | Giovanni Bino         | Emanuele Bombini         | Maurizio Piovani      |
| 1981      | Pieremilio Bergonzi   | Luigi Ferreri            | Claudio Argentin      |
| 1982      | Gianmarco Saccani     | Roberto Pagnin           | Sergio Scremin        |
| 1983      | Sergio Scremin        | Roberto Taesi            | Flavio Chesini        |
| 1984      | Walter Magnago        | Claudio Chiappucci       | Luigi Botteon         |
| 1985      | Maurizio Fondriest    | Daniele Asti             | Enrico Pezzetti       |
| 1986      | Alberto Elli          | Stefano Breme            | Morten Saether        |
| 1987      | Ettore Badolato       | Enrico Pezzetti          | Fabrizio Bontempi     |
| 1988      | Mario Manzoni         | Davide Bramati           | Maximilian Sciandri   |
| 1989      | Mirko Bruschi         | Stefano Cortinovis       | Orlando Pasinelli     |
| 1990      | Dario Nicoletti       | Davide Perona            | Stefano Faustini      |
| 1991      | Diego Pellegrini      | Maksim Ratnikov          | Davide Rebellin       |
| 1992      | Andrea Peron          | Gilberto Simoni          | Vladislav Bobrik      |
| 1993      | Peter Luttenberger    | Andrea Paulan            | Stefano Checchin      |
| 1994      | Stefano Dante         | Roberto Dal Sie          | Flavio Milan          |
| 1995      | Stefano Faustini      | Maurizio Vandelli        | Lorenzo De Silvestro  |
| 1996      | Stefano Garzelli      | Davide Sacchetti         | Diego Ferrari         |
| 1997      | Cristian Auriemma     | Stefano Panetta          | Volodymir Duma        |
| 1998      | Leonardo Giordani     | Gianluca Tonetti         | Fabio Bulgarelli      |
| 1999      | Volodymyr Hustov      | Jamie Burrow             | Maurizio Vandelli     |
| 2000      | Luca Barattero        | Marius Sabaliauskas      | Yaroslav Popovych     |
| 2001      | Denis Bondarenko      | Fabio Quercioli          | Luca Barattero        |
| 2002      | Antonio Quadranti     | Kiril Goloubev           | Giairo Ermeti         |
| 2003      | Sergio Ghisalberti    | Christian Murro          | Domenico Quagliarello |
| 2004      | Giairo Ermeti         | Antonio Quadranti        | Marco Bicelli         |
| 2005      | Ruslan Gryschenko     | Mattia Turrina           | Aleksandr Efimkin     |
| 2006      | Niet georganiseerd    | Niet georganiseerd       | Niet georganiseerd    |
| 2007      | Marco Frapporti       | Fabio Negri              | Alessandro Colo       |
| 2008      | Daniele Ratto         | Hrvoje Miholjević        | Guillaume Bonnafond   |
| 2009      | Niet georganiseerd    | Niet georganiseerd       | Niet georganiseerd    |
| 2010      | Alexander Serebryakov | Maurizio Gorato          | Maurizio Anzalone     |
| 2011      | Cristiano Monguzzi    | Axel Domont              | Konstantin Klimiankou |
| 2012      | Jan Polanc            | Davide Villella          | Enrico Barbin         |
| 2013      | Davide Villella       | Iuri Filosi              | Gianfranco Zilioli    |
| 2014      | Gianni Moscon         | Dylan Teuns              | Pierre-Roger Latour   |
| 2015      | Fausto Masnada        | Giulio Ciccone           | Martijn Tusveld       |
| 2016      | Harm Vanhoucke        | Andrea Vendrame          | Bjorg Lambrecht       |
| 2017      | Alexandr Riabushenko  | Andrea Cacciotti         | Gino Mäder            |
| 2018      | Robert Stannard       | Andrea Bagioli           | Clément Champoussin   |
| 2019      | Andrea Bagioli        | Clément Champoussin      | Mattia Petrucci       |
| 2020-2021 | Niet georganiseerd    | Niet georganiseerd       | Niet georganiseerd    |
| 2022      | Alec Segaert          | Yevgeniy Fedorov         | Jordan Labrosse       |
| 2023      | William Junior Lecerf | Archie Ryan              | Ramses Debruyne       |
| 2024      | Brieuc Rolland        | Federico Savino          | Gal Glivar            |